# Ludwig Glötzle
Ludwig Glötzle (né le 7 avril 1847 à Immenstadt, mort le 27 décembre 1929 à Munich) est un peintre bavarois.

## Biographie
Glötzle est le quatrième enfant du lithographe, peintre et imprimeur Franz Xaver Glötzle et de sa femme Johanna. En 1862, il entre à l'Académie royale de Munich, qu'il quitte six ans plus tard.

## Œuvre

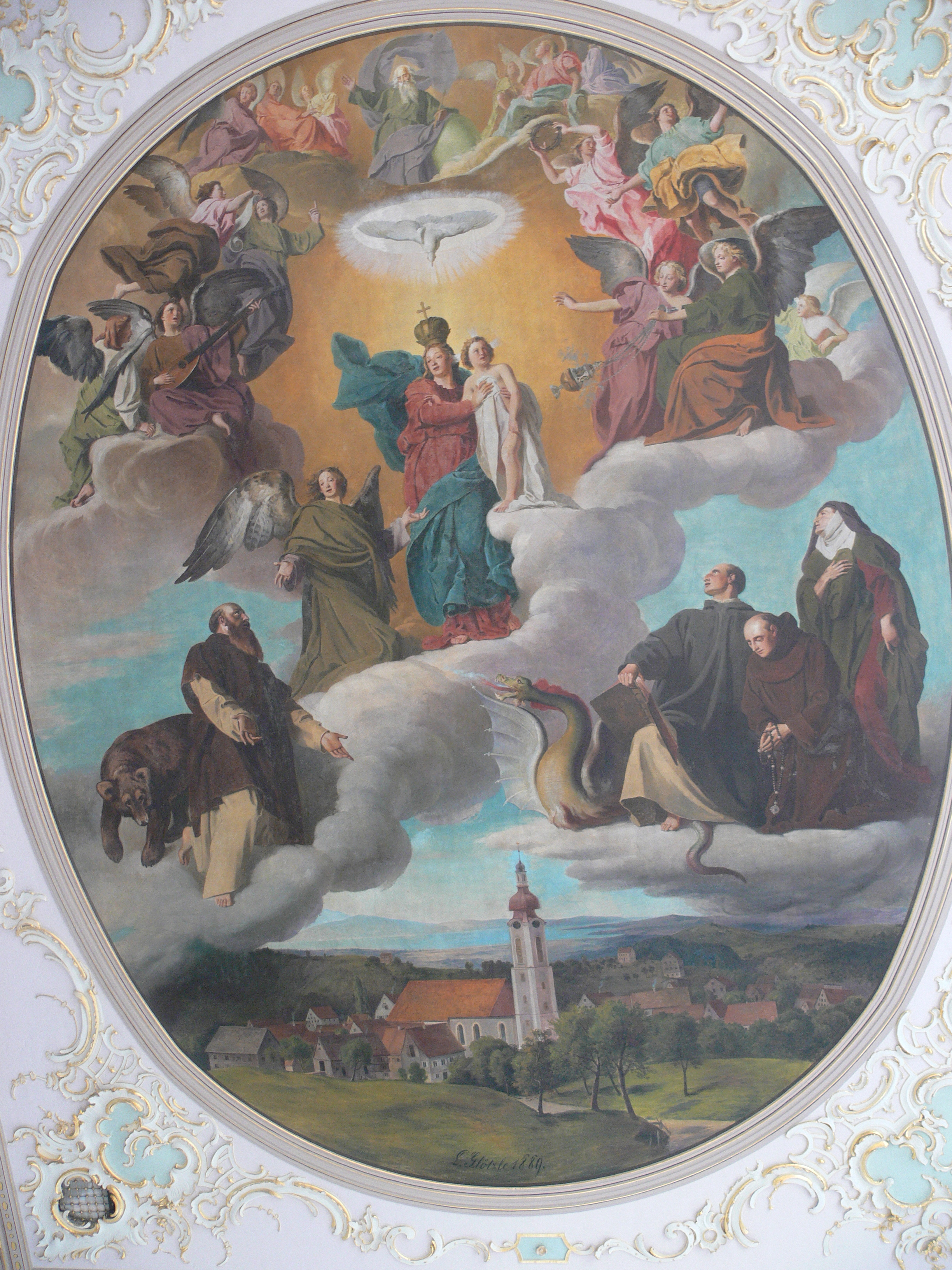
Fresque de l'église paroissiale de Scheidegg.

Ludwig Glötzle est avant tout un peintre de sujets religieux. Au début, il trouve très difficile d'être indépendant, car le style néogothique prévaut dans la construction des églises, qui comprend des autels sculptés et des vitraux. Ce n'est qu'à la fin du XIXe siècle que de plus en plus d'églises sont construites dans le style néo-roman et plus tard le style néo-baroque, dans lesquelles on donne de la place pour des peintures monumentales. Ses premières œuvres sont L'Effusion du Saint-Esprit (1875) pour l'église de Durach près de Kempten et le tableau La remise des clés à Pierre (1877), qu'il avait peint pour le maître-autel de l'église paroissiale d'Immenstadt. Glötzle peindra plus de 20 tableaux pour les églises d'Immenstadt. Il travaille de nombreuses années pour la chapelle Saint-Georges d'Immenstadt (de). Dans l'église Saint-Georges de Nonn (de), il donne une peinture votive élaborée pour les morts de la Première Guerre mondiale.
D'autres œuvres importantes se trouvent dans la cathédrale de Salzbourg (Ascension des Bienheureux, 1891) et dans l'église du Saint-Esprit de Munich, où il pose ses les fresques à côté de celles des frères Asam après l'agrandissement de l'église en 1888. Les fresques détruites en 1944 sont reconstruites par Karl Manninger (de) en 1990.
En 1925, il peint encore pour l'église paroissiale de Bezau (de) dans la forêt de Bregenz. Ses œuvres comprennent également des retables d'églises nord-américaines ainsi que des portraits, des natures mortes et des paysages.
De 1879 à 1903, il est membre de l'Association pour l'art chrétien de Munich (de).